# Copa del Rey de fútbol 1909
La Copa del Rey de Fútbol de 1909 es la séptima edición del torneo. Se disputó del 4 al 8 de abril de 1909 en la ciudad de Madrid. Al final de la competición resultó campeón el Club Ciclista de San Sebastián, nombre con el que disputaron el torneo los jugadores que se habían escindido del San Sebastián Recreation Club un año antes y club que pasaría a llamarse Real Sociedad de Fútbol.

## Desarrollo

### Participantes
En la edición de 1909 los participantes inscritos fueron en total cinco equipos.
| Equipos participantes  | Equipos participantes | Equipos participantes          | Equipos participantes    | Equipos participantes  |
| ---------------------- | --------------------- | ------------------------------ | ------------------------ | ---------------------- |
| Español Foot-Ball Club | Athletic Club         | Club Ciclista de San Sebastián | Foot-Ball Club Barcelona | Galicia Foot-Ball Club |

## Fase final
El trofeo se disputó, a diferencia de ediciones anteriores, a través de un sistema de eliminatorias a partido único. Al ser cinco equipos, dos de ellos tuvieron de disputar una ronda previa y quedar así definidos los cuatro contendientes de semifinales. Esta fue disputada por el Ciclista Foot-Ball Club —como sección futbolística del Club Ciclista San Sebastián, denominación oficial que finalmente adoptó para el torneo por burocracia administrativa— y el Athletic Club. Todos los partidos del campeonato fueron jugados en el Campo del Madrid Foot-Ball Club.
Las semifinales se disputaron entre el Español Foot-Ball Club y el Foot-Ball Club Barcelona, ganando el primero por 3 goles a 2. La otra semifinal la jugaron el Ciclista Foot-Ball Club y el Galicia Foot-Ball Club --nombre que utilizó el Vigo Foot-Ball Club para disputar esta edición— ganando los donostiarras por 2 goles a 0.
Comúnmente se señala al estadio de O'Donnell como el recinto de esta final, y la de 1908, por una errónea interpretación de las crónicas de la época. Estas hablan del «Campo del Madrid Foot-Ball Club», y lo cierto es que los madrileños no tuvieron campo propio hasta que el citado O'Donnel fue inaugurado cuatro años más tarde, en 1912. Hasta entonces pagaba rentas para disputar sus encuentros como local en diversos terrenos de la capital, como el que acontece. En esos años estaba afincado en un terreno colindante a la Plaza de toros de Goya. Al no ser un recinto o estadio per se, era conocido por varios nombres, utilizado el de «Campo del Madrid Foot-Ball Club» cuando requería señalarse su «propietario». Esa acepción, que denota pertenencia, junto a la sí nomenclatura de «Campo» como tal del Estadio/Campo de O'Donnel perpetuaron la errata.

### Eliminatorias
|  | Ronda Previa        | Ronda Previa        |                     |   | Semifinales    | Semifinales    |  |  | Final      | Final      |
|  | 4 de abril          | 4 de abril          |                     |   | 5 y 6 de abril | 5 y 6 de abril |  |  | 8 de abril | 8 de abril |
|  |                     |                     |                     |   |                |                |  |  |            |            |
|  |                     |                     |                     |   |                |                |  |  |            |            |
|  |                     |                     |                     |   |                |                |  |  |            |            |
|  |                     |                     |                     |   |                |                |  |  |            |            |
|  |                     |                     |                     |   |                |                |  |  |            |            |
|  |                     |                     |                     |   |                |                |  |  |            |            |
|  | Español F. C.       | 3                   |                     |   |                |                |  |  |            |            |
|  | Español F. C.       | 3                   |                     |   |                |                |  |  |            |            |
|  |                     | F. C. Barcelona     | 2                   |   |                |                |  |  |            |            |
|  |                     | F. C. Barcelona     | 2                   |   |                |                |  |  |            |            |
|  |                     |                     |                     |   |                |                |  |  |            |            |
|  |                     |                     |                     |   |                |                |  |  |            |            |
|  | Español F. C.       | 1                   |                     |   |                |                |  |  |            |            |
|  | Español F. C.       | 1                   |                     |   |                |                |  |  |            |            |
|  |                     | C. C. San Sebastián | 3                   |   |                |                |  |  |            |            |
|  | C. C. San Sebastián | C. C. San Sebastián | 3                   | 4 |                |                |  |  |            |            |
|  | C. C. San Sebastián |                     |                     | 4 |                |                |  |  |            |            |
|  | Athletic Club       | 2                   |                     |   |                |                |  |  |            |            |
|  | Athletic Club       | 2                   | C. C. San Sebastián | 2 |                |                |  |  |            |            |
|  |                     |                     | C. C. San Sebastián | 2 |                |                |  |  |            |            |
|  |                     |                     | Galicia F. C.       | 0 |                |                |  |  |            |            |
|  |                     |                     | Galicia F. C.       | 0 |                |                |  |  |            |            |
|  |                     |                     |                     |   |                |                |  |  |            |            |
|  |                     |                     |                     |   |                |                |  |  |            |            |
|  |                     |                     |                     |   |                |                |  |  |            |            |

### Final
La final se disputó el 8 de abril bajo un fuerte aguacero y con bajas temperaturas. El partido fue duro y aunque el conjunto madrileño llevó la iniciativa, este chocó inexorablemente una y otra vez con la defensa donostiarra que si aprovechó las oportunidades de las que disfrutó. Después de 90 minutos de infructuoso dominio madrileño (habiendo estos fallado un penalti por mano en el área) el árbitro pitó el final de partido al que se llegaba con un resultado de 3 a 1 para el Club Ciclista de San Sebastián que se proclamó Campeón de España por primera vez.
| 1  | POR | Pedro Bea            |  |
| 2  | DEF | Alfonso Sena         |  |
| 3  | DEF | Manuel Arocena       |  |
| 4  | MED | Domingo Arrillaga    |  |
| 5  | MED | Bonifacio Echeverría |  |
| 6  | MED | José Rodríguez       |  |
| 7  | DEL | Miguel Sena          |  |
| 8  | DEL | Mariano Lacort       |  |
| 9  | DEL | George McGuinness    |  |
| 10 | DEL | C. F. Simmons        |  |
| 11 | DEL | José Birebén         |  |

| 1  | POR | Pablo Lemmel         |  |
| 2  | DEF | José Carruana        |  |
| 3  | DEF | Méndez               |  |
| 4  | MED | Manuel Yarza         |  |
| 5  | MED | José Manuel Kindelán |  |
| 6  | MED | Heredia              |  |
| 7  | DEL | Armnado Giralt       |  |
| 8  | DEL | Patache Giralt       |  |
| 9  | DEL | Antonio Neyra        |  |
| 10 | DEL | Morales              |  |
| 11 | DEL | Rodríguez            |  |

| 30' · 50' · 80' | McGuinness Simmons McGuinness | 1-0 2-0 3-1 |

| 55' | Patache Giralt | 2-1 |

| Principal | Almasqué |

| 1  | POR | Pedro Bea            |  |
| 2  | DEF | Alfonso Sena         |  |
| 3  | DEF | Manuel Arocena       |  |
| 4  | MED | Domingo Arrillaga    |  |
| 5  | MED | Bonifacio Echeverría |  |
| 6  | MED | José Rodríguez       |  |
| 7  | DEL | Miguel Sena          |  |
| 8  | DEL | Mariano Lacort       |  |
| 9  | DEL | George McGuinness    |  |
| 10 | DEL | C. F. Simmons        |  |
| 11 | DEL | José Birebén         |  |

| 1  | POR | Pablo Lemmel         |  |
| 2  | DEF | José Carruana        |  |
| 3  | DEF | Méndez               |  |
| 4  | MED | Manuel Yarza         |  |
| 5  | MED | José Manuel Kindelán |  |
| 6  | MED | Heredia              |  |
| 7  | DEL | Armnado Giralt       |  |
| 8  | DEL | Patache Giralt       |  |
| 9  | DEL | Antonio Neyra        |  |
| 10 | DEL | Morales              |  |
| 11 | DEL | Rodríguez            |  |

| 30' · 50' · 80' | McGuinness Simmons McGuinness | 1-0 2-0 3-1 |

| 55' | Patache Giralt | 2-1 |

| Principal | Almasqué |

| 1  | POR | Pedro Bea            |  |
| 2  | DEF | Alfonso Sena         |  |
| 3  | DEF | Manuel Arocena       |  |
| 4  | MED | Domingo Arrillaga    |  |
| 5  | MED | Bonifacio Echeverría |  |
| 6  | MED | José Rodríguez       |  |
| 7  | DEL | Miguel Sena          |  |
| 8  | DEL | Mariano Lacort       |  |
| 9  | DEL | George McGuinness    |  |
| 10 | DEL | C. F. Simmons        |  |
| 11 | DEL | José Birebén         |  |

| 1  | POR | Pablo Lemmel         |  |
| 2  | DEF | José Carruana        |  |
| 3  | DEF | Méndez               |  |
| 4  | MED | Manuel Yarza         |  |
| 5  | MED | José Manuel Kindelán |  |
| 6  | MED | Heredia              |  |
| 7  | DEL | Armnado Giralt       |  |
| 8  | DEL | Patache Giralt       |  |
| 9  | DEL | Antonio Neyra        |  |
| 10 | DEL | Morales              |  |
| 11 | DEL | Rodríguez            |  |

| 30' · 50' · 80' | McGuinness Simmons McGuinness | 1-0 2-0 3-1 |

| 55' | Patache Giralt | 2-1 |

| Principal | Almasqué |

| 1  | POR | Pedro Bea            |  |
| 2  | DEF | Alfonso Sena         |  |
| 3  | DEF | Manuel Arocena       |  |
| 4  | MED | Domingo Arrillaga    |  |
| 5  | MED | Bonifacio Echeverría |  |
| 6  | MED | José Rodríguez       |  |
| 7  | DEL | Miguel Sena          |  |
| 8  | DEL | Mariano Lacort       |  |
| 9  | DEL | George McGuinness    |  |
| 10 | DEL | C. F. Simmons        |  |
| 11 | DEL | José Birebén         |  |

| 1  | POR | Pablo Lemmel         |  |
| 2  | DEF | José Carruana        |  |
| 3  | DEF | Méndez               |  |
| 4  | MED | Manuel Yarza         |  |
| 5  | MED | José Manuel Kindelán |  |
| 6  | MED | Heredia              |  |
| 7  | DEL | Armnado Giralt       |  |
| 8  | DEL | Patache Giralt       |  |
| 9  | DEL | Antonio Neyra        |  |
| 10 | DEL | Morales              |  |
| 11 | DEL | Rodríguez            |  |

| 30' · 50' · 80' | McGuinness Simmons McGuinness | 1-0 2-0 3-1 |

| 55' | Patache Giralt | 2-1 |

| Principal | Almasqué |

|                             |
| Campeón C. C. San Sebastián |
| 1.erer título               |